# Balatonőszöd
Balatonőszöd (ehemals Őszöd) ist eine ungarische Gemeinde im Kreis Siófok im Komitat Somogy. Im Jahr 2006 erlangte sie eine besondere Bekanntheit durch die sogenannte Őszöder Rede des damaligen Ministerpräsidenten Ferenc Gyurcsány, die im Herbst desselben Jahres zu massiven Protesten gegen die Regierung sowie Unruhen führte.

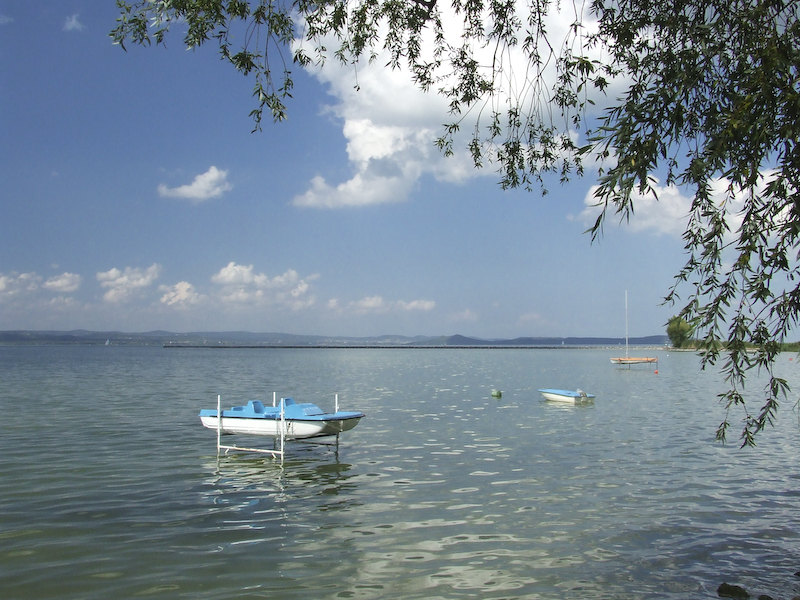
Blick auf den Balaton im Sommer

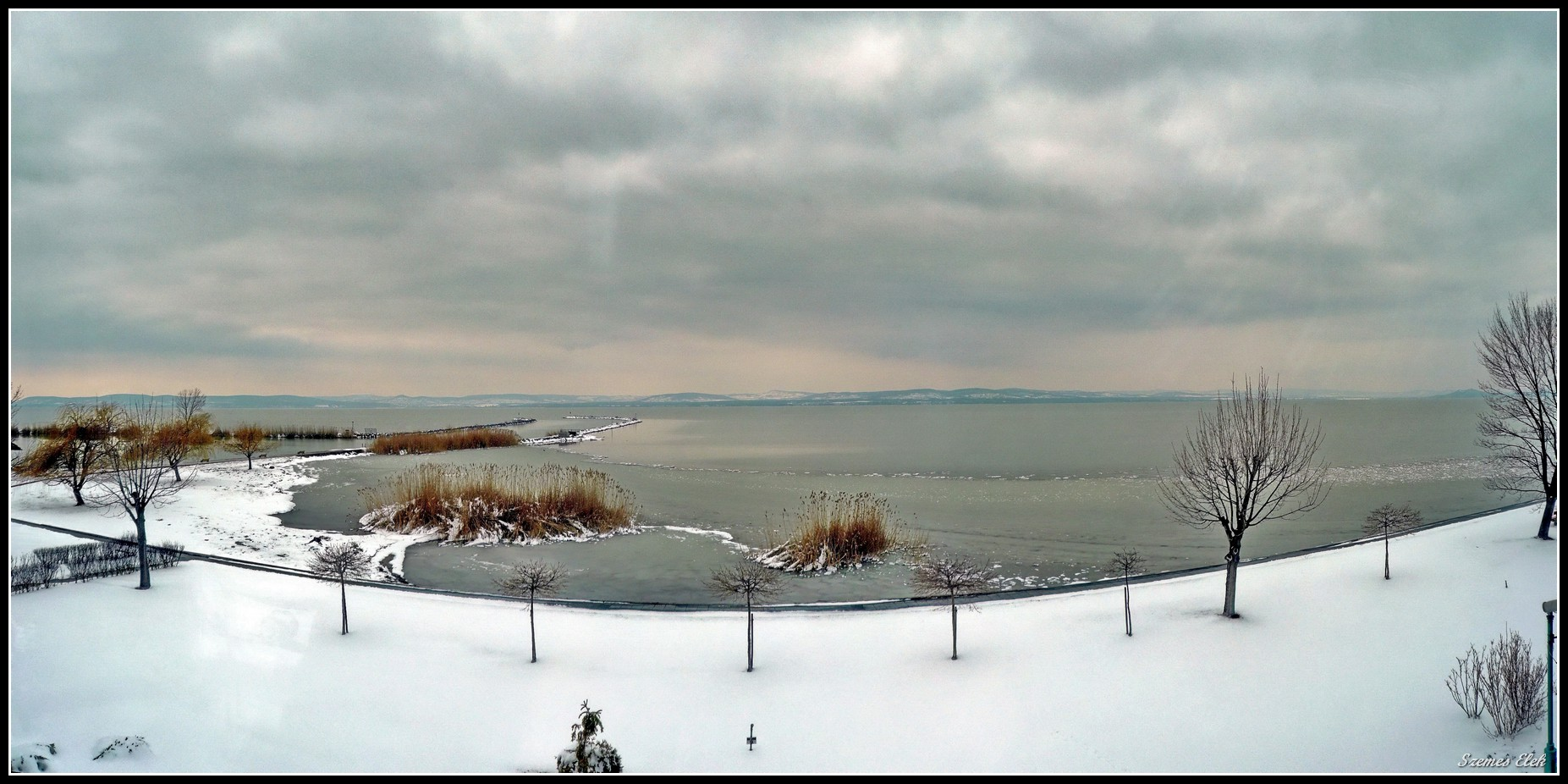
Blick auf den Balaton im Winter

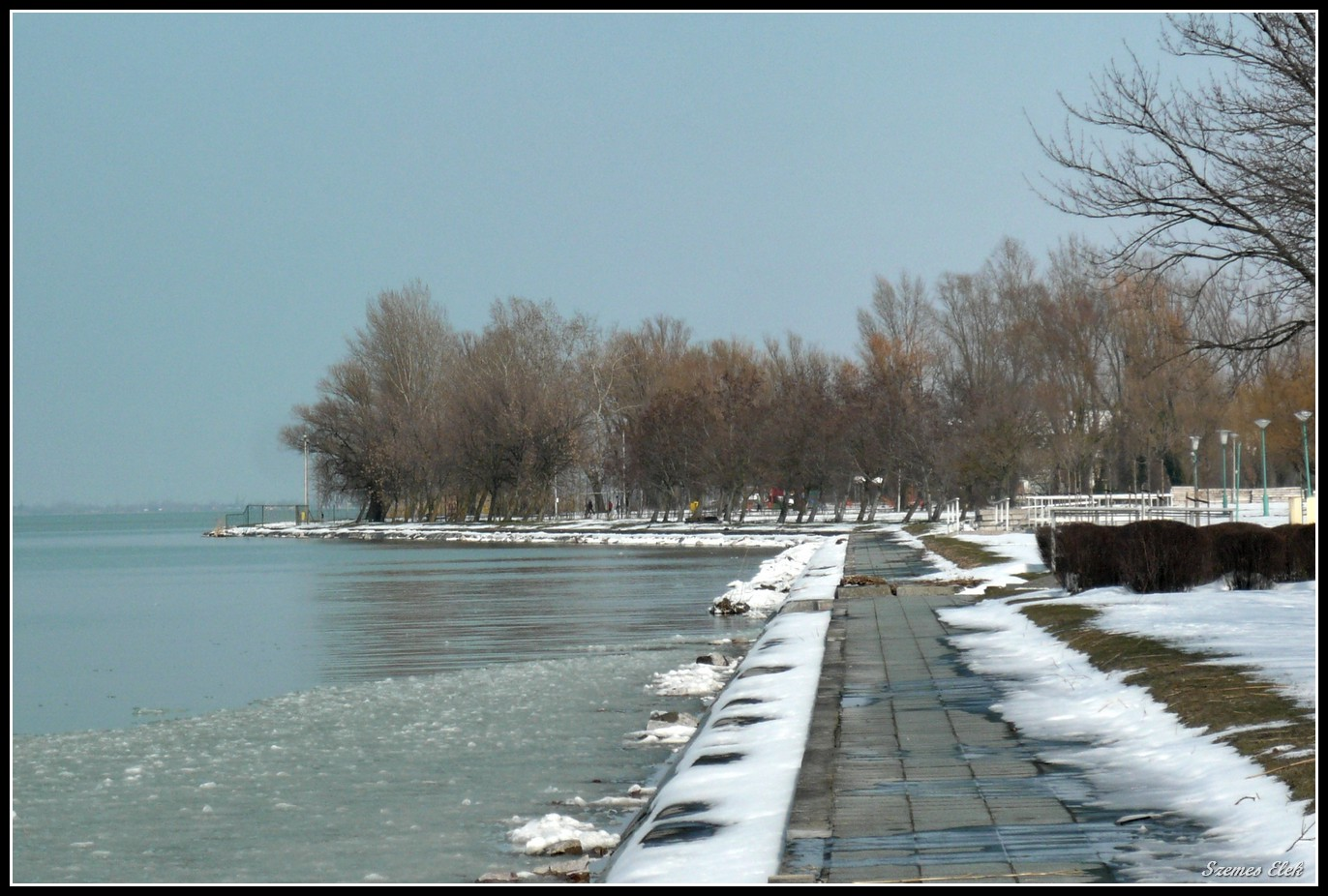
Strandpromenda im Winter

## Geografische Lage
Balatonőszöd liegt am südlichen Ufer des Balaton, 50 Kilometer nördlich des Komitatssitzes Kaposvár und 22 Kilometer südwestlich der Kreisstadt Siófok. Nachbargemeinden sind Balatonszemes, Balatonszárszó, Szólád und Teleki.

## Geschichte
Erstmals wurde die Ortschaft 1082 erwähnt. In einem Dokument aus dem Jahre 1229 wurde das Dorf Eussed genannt. Im Mittelalter gehörte das Dorf zum Domkapitel von Székesfehérvár.
Während der Zugehörigkeit zum Osmanischen Reich wurde die Ortschaft, im Gegensatz zu manch anderem Landstrich, nicht entvölkert. In den türkischen Dokumenten von 1563 wurden sechs Häuser im Dorf registriert. Im 16. Jahrhundert zahlten die Bewohner von Őszöd doppelte Steuern – zum einen an die Osmanen und zum anderen an die Abtei von Tihany.
1807 kam die Gemeinde an die Piaristen und Őszöd hatte damals auch schon eine Kalvinistenkirche.
Im Jahr 1913 gab es in der damaligen Kleingemeinde 109 Häuser und 598 Einwohner auf einer Fläche von 2714  Katastraljochen. Sie gehörte zu dieser Zeit zum Bezirk Lengyeltóti im Komitat Somogy. 1914 wurde der Name der Gemeinde von Őszöd zu Balatonőszöd geändert.
Bis 2012 gehörte die Gemeinde zum Kleingebiet Balatonföldvár und wurde dann dem Kreis Siófok zugeordnet.

## Gemeindepartnerschaften
- Diakovce, Slowakei, seit 2009
- Lunca de Sus, Rumänien, seit 2008
- Tschepa (Чепа), Ukraine, seit 2011

## Sehenswürdigkeiten
- Ehemaliges Regierungsferienhausviertel
- Getreidespeicher aus der zweiten Hälfte des 18. Jahrhunderts
- Imre-Nagy-Denkmal, erschaffen von István Kilár
- Reformierte Kirche, erbaut 1788 im frühklassizistischen Stil, der Turm wurde 1845–1846 hinzugefügt
- Römisch-katholische Kirche Szent Imre, erbaut im 18. Jahrhundert,  1891–1895 umgebaut
- Römisch-katholische Kapelle Nagyboldogasszony, erbaut 1935
- Skulptur Ritmus, erschaffen 1974 von Árpád Csekovszky
- Skulptur Számoló kislány, erschaffen 1959 von Sándor Mikus
- Turul-Holzskulptur, erschaffen von Lajos Czigány
- Wandreliefs Üdülők
- Wandskulptur, erschaffen 1986 von Péter Rózsa, an einem ehemaligen Regierungsferienhaus
- Weltkriegsdenkmal

## Verkehr
Durch Balatonőszöd führen die Landstraße Nr. 6502 und die Hauptstraße Nr. 7. Die 2005 eröffnete Autobahn M7 verläuft südlich des Ortes. Es bestehen Busverbindungen über Zamárdi nach Siófok sowie über Balatonlelle nach Fonyód. Der nächstgelegene Bahnhof befindet sich in zwei Kilometer Entfernung in Balatonszemes.